# 카이오 미치루
카이오 미치루(海王 みちる 한국명:모니카)는 타케우치 나오코의 만화작품 《미소녀전사 세일러문》에 등장하는 가공의 인물이다.
애니메이션에서 목소리를 연기한 성우는 일본판은 카츠키 마사코,《Crystal》에서는 오오하라 사야카, 한국판은 김수경, 재더빙판은 윤아영이다.

## 인물
원작만화 및 TV 애니메이션 3기 S 시리즈부터 첫 등장한다. 세일러 넵튠으로 변신한다. 청록색의 물결머리가 특징인 우아한 재녀.
첫 등장부터 텐오 하루카와 함께 무한 학원에 다니며, 항상 같이 행동하는 모습을 보여준다. TV 애니메이션에서는 하루카보다 먼저 전사로서 각성한 미치루와 만남이 그려진다. 중반부터는 현세에 환생하여 전사로서 각성한 메이오 세츠나를 추가하여 외부태양계3전사로서 셋이서 같이 다니는 모습도 종종 그려진다.
하루카와는 세일러 전사로서도 프라이빗으로서도 둘도 없는 단짝이며, 애니판에서는 "하루카가 없는 세계는 지킬 의미가 없다"라고 말할정도.
다른 외부3전사와 마찬가지로 나이에 비해 상당히 어른스러우며, 예의바르고 기품있고 침착한 언행이 돋보이지만, 단호한 강단도 겸비한 시원스런 성격의 소유자. 화가 겸 바이올린니스트로, 레몬을 바이올린에 얹은 채로 연주하는 특기를 가진다. 수영도 자신있고 자주 맨션의 풀에서 혼자서 헤엄치기도 하고, 미즈노 아미와의 수영 승부를 겨룬적도 있다.
텐오 하루카와 함께 무한 학원 붕괴 후 당분간 바이올리니스트의 일에 전념하고 있었지만, 제 ５기에는 하루카와 함께, 우사기들과 같은 쥬반 고등학교로 편입하였다.

## 세일러 넵튠
해왕성을 수호성으로 가진 해양과 포용의 전사. 전투에 대해서는, 우라누스의 서포트로 하는 것이 많지만 말투나 청초한 외모와는 정반대로 전투력이 높고, 격투전도 우라누스에 뒤떨어지지 않는다. 이미지 컬러는 마린블루.
결정 대사로는 「새로운 시대에의 부름을 받고, 세일러 넵튠, 우아하게 활약」, 3명 집합시(우라누스,넵튠,플루토)에는 「심해의 별, 해왕성을 수호로 하는, 포용의 전사 세일러 넵튠」, 원작 제 3기의 등장 대사는 「바다의 별! 해왕성을 수호로 하는 심해의 전사! 세일러 넵튠!」이다.

### 신분
- 무한학원 학생
- 쥬반 고등학생
- 세일러 넵튠

### 아이템
- 넵튠 변신 립 롯드
- 크리스탈 체인지 롯드 (원작 제 4기)

### 변신주문
- 넵튠 플래닛 파워! 메이크업!
- 넵튠 크리스탈 파워! 메이크업! (원작 제 4기, 세일러 스타즈SCD)

### 공격 주문
- 딥 서브 머지
- 서브 마린 리플렉션 (S124화, 극장판 Supers)
- 서브 마린 바이올린 타이드 (원작 제 5기)

## 같이 보기
- 넵투누스
- 포세이돈
- 오케아노스
- 압주
- 스사노오